# Crown Royal
Crown Royal (с англ. — «Королевская корона») — седьмой студийный альбом американской рэп-группы Run-D.M.C., выпущенный 3 апреля 2001 года лейблом Arista Records.
Crown Royal — первый и единственный альбом Run-D.M.C., который был выпущен со знаком Parental Advisory (с англ. — «Родительский контроль»), несмотря на то что предыдущие альбомы группы содержали откровенные тексты песен. Во всех песнях, кроме заглавной, участвовали приглашённые артисты, в том числе Фред Дёрст, Стефан Дженкинс из Third Eye Blind, Sugar Ray, Эверласт, Кид Рок, Nas, Prodigy из Mobb Deep, Fat Joe и Method Man.
Crown Royal достиг 37 места в чарте Billboard 200 и 22 места в чарте Top R&B/Hip Hop Albums в американском журнале Billboard.
Альбом оказался последним в истории группы, поскольку после убийства диджея группы, Джем Мастер Джея, 30 октября 2002 года, остальные участники группы, Джозеф Симмонс и Дэррил Макдэниелс, объявили об официальном роспуске группы на пресс-конференции, посвящённой формированию коалиции музыкантов музыкальной индустрии и фонда, предназначенного для финансовой помощи семье Майзелла. Произошло это событие 6 ноября 2002 года.

## Об альбоме
В 1998 году группа вернулась в студию, но в условиях всё более напряжённой обстановки начали проявляться разногласия между Симмонсом и МакДэниелсом. Вслед за растущей популярностью таких исполнителей рэп-рока, как Korn, Limp Bizkit и Kid Rock, Симмонс хотел вернуться к агрессивному, хард-роковому звучанию, которое сделало группу известной. МакДэниелс — который стал поклонником вдумчивых авторов-исполнителей, таких как Джон Леннон, Харри Чапин и Сара МакЛахлан — хотел пойти в более интроспективном направлении. Появившись в начале 2000 года в документальном сериале Behind the Music телеканала VH1, МакДэниелс подтвердил, что он был творчески разочарован, и выделил некоторые песни, которые он записывал самостоятельно. Продолжающиеся трения привели к тому, что МакДэниелс пропустил большую часть сессий группы в знак протеста.
Симмонс, несмотря ни на что, записал материал в любом случае, пригласив нескольких приглашённых звезд, таких как Кид Рок, Джермейн Дюпри, Адриан Берли, Тони Фредианелли и Стефан Дженкинс из группы Third Eye Blind, Method Man, и коллег из Куинса, Nas и Prodigy из Mobb Deep, чтобы внести свой вклад в проект. Итоговый альбом, Crown Royal, был отложен из-за личных проблем, и когда он был наконец выпущен в 2001 году, на нём было только три появления DMC (припев из «Crown Royal», начало из «Here We Go 2001», куплет на «Ay Papi» и куплет на «Simmons Incorporated»). Альбом был записан и сведён на 8 студиях Нью-Йорка.

## Релиз
Выход нового альбома под названием Crown Royal изначально был запланирован на 12 октября 1999 года, но позже был отложен на лето 2000 года. Представители лейбла заявили, что выпуск альбома был отложен после того, как менеджеры Кид Рока и Фред Дёрста отказались выпускать свои треки в виде синглов. Эти треки первоначально предполагалось использовать как ведущие синглы альбома. И поэтому выход альбома был отложен на 13 февраля 2001 года, а затем на 6 марта,
и в итоге альбом вышел 3 апреля 2001 года.

## Приём критиков
Несмотря на отсутствие крупных синглов, альбом изначально продавался хорошо. Тем не менее, многие критики выразили своё недовольство отсутствием участия DMC. Были опубликованы некоторые положительные отзывы: Entertainment Weekly отметил, что «на этом хип-хоп жаркое новые старшеклассники Nas и Fat Joe отдают дань уважения сверкающими грувами… Рифмы Рана по-прежнему гибки» — Оценка: B-.
Журнал Rolling Stone написал: «Crown Royal использует ту же музыкальную стратегию, что и их незначительное возвращение в 1993 году с альбомом Down with the King: приглашённые артисты, приглашённые артисты и другие приглашённые артисты… Но, как и в случае с Down With the King, Run-D.M.C. доказывают своё мастерство старой школы, не добавляя что-нибудь новое в него: треки тонут или плавают в зависимости от того, что приглашённый гость хотел принести в студию в тот день».
Журнал NME дал Crown Royal рейтинг 6 из 10: «Альбом доказывает, что новая одежда императоров может выглядеть так же крепко, как и их старые дискуссии». Тем не менее, Allmusic оценил альбом только на полторы звезды из пяти: «Crown Royal настолько безрассудно превращается в контрастные сегменты, что легко забыть, что вы слушаете запись Run-D.M.C.. Без какого-либо ощутимого ощущения направления или непрерывности некогда передовое трио, казалось бы, утратило связь со своей оригинальной фан-базой».

## Список композиций
Информация о семплах была взята из сайта WhoSampled.
| #  | Название                                 | При участии                                                                           | Продюсер(ы)                                                   | Сэмпл(ы) | Длительность |
| -- | ---------------------------------------- | ------------------------------------------------------------------------------------- | ------------------------------------------------------------- | --- | ------------ |
| 1  | «It’s Over»                              | - Jermaine Dupri                                                                      | LaMarquis «ReMarqable» Jefferson Jermaine Dupri (co-producer) | - Carmine Coppola — «Marcia Religioso» (1990)                                                                                 | 3:40         |
| 2  | «Queens Day»                             | - Nas - Prodigy of Mobb Deep                                                          | Jam Master Jay Randy Allen                                    | - Run-D.M.C. — «Peter Piper» (1986) - Mary J. Blige — «Round and Round» (1997)                                                | 4:18         |
| 3  | «Crown Royal»                            |                                                                                       | Jam Master Jay Randy Allen Run (co-producer)                  | - Ferrante & Teicher — «Theme From Exodus» (1960)                                                                             | 3:13         |
| 4  | «Them Girls»                             | - Fred Durst                                                                          | Jam Master Jay Randy Allen DJ Lethal                          | - Crash Crew — «High Power Rap» (1980)                                                                                        | 3:33         |
| 5  | «The School Of Old»                      | - Kid Rock                                                                            | Kid Rock                                                      | - Santana — «Open Invitation» (1978) - Run-D.M.C. — «King Of Rock» (1985) - Run-D.M.C. — «Dumb Girl» (1986)                   | 3:20         |
| 6  | «Take The Money And Run»                 | - Everlast                                                                            | Dante Ross John Gamble                                        | - Steve Miller Band — «Take the Money and Run» (1976) - Run-D.M.C. — «Rock Box» (1984) - Run-D.M.C. — «Jam Master Jay» (1984) | 3:48         |
| 7  | «Rock Show»                              | - Stephan Jenkins of Third Eye Blind                                                  | John Carmer Stephan Jenkins                                   | - Run-D.M.C. — «Rock Box» (1984) - Run-D.M.C. — «Hit It Run» (1986) - Rob Base & DJ E-Z Rock — «It Takes Two» (1988)          | 3:06         |
| 8  | «Here We Go 2001»                        | - Sugar Ray                                                                           | Jam Master Jay DJ Homicide (co-producer)                      | | 3:21         |
| 9  | «Ahhh»                                   | - Chris Davis - Charlene Crockett (backing vocals)                                    | Jam Master Jay Randy Allen                                    | | 4:21         |
| 10 | «Let’s Stay Together (Together Forever)» | - Jagged Edge                                                                         | Jermaine Dupri LaMarquis «ReMarqable» Jefferson (co-producer) | - Al Green — «Let’s Stay Together» (1972)                                                                                     | 3:19         |
| 11 | «Ay Papi»                                | - Fat Joe - Bo Skaggs Nitty (backing vocals) - Karmine Wilson (backing vocals)        | Jam Master Jay Randy Allen Jermaine Dupri                     | - Stan Kenton and His Orchestra — «Francesca» (1951)                                                                          | 3:16         |
| 12 | «Simmons Incorporated»                   | - Method Man - Big Dash - Donald McFarland - Jamel Simmons - Kenny Cash - Mike Ransom | Jam Master Jay Randy Allen Run (co-producer)                  | | 3:52         |
| 13 | «Walk This Way»                          | - Aerosmith                                                                           | Run-D.M.C. vs. Jason Nevins                                   | | 3:58         |

## Синглы
Песня, записанная совместно с Метод Мэном, «Simmons Incorporated», вышла на сингле в 1998 году под названием «The Beginning (No Further Delay)». Песни «Crown Royal» и «Queens Day» вышли на промосингле в 1999 году. Но основными синглами альбома стали «Rock Show» и «Let’s Stay Together (Together Forever)», выпущенные в начале 2001 года.

## Участники записи
Участники записи для альбома Crown Royal взяты из AllMusic и отсканированной копии буклета альбома.
- Дэррил Макдэниелс — исполнитель, вокал
- Джейсон Майзелл — исполнитель, вокал, продюсер («To The Maker», «Three Little Indians», «Get Open», «For 10 Years»)
- Джозеф Симмонс — исполнитель, вокал, исполнительный продюсер, сопродюсер («Crown Royal», «Simmons Incorporated»)
- Антонио «ЛА» Рейд — исполнительный продюсер
- Пит Ганбарг — исполнительный продюсер
- Run-D.M.C. — продюсер
- Джермейн Дюпри — приглашённый гость («It’s Over»), рэп и продюсер («Let’s Stay Together (Together Forever)»), сопродюсер («It’s Over»), сведение («It’s Over», «Let’s Stay Together (Together Forever)»)
- Брайан Фрай — инженер звукозаписи («It’s Over»)
- Фил Тан — сведение («It’s Over», «Let’s Stay Together (Together Forever)»)
- Ирвин Фиш — орган («It’s Over»)
- ЛаМаркус Джефферсон — продюсер («It’s Over»), сопродюсер («Let’s Stay Together (Together Forever)»)
- Нас — приглашённый гость («Queens Day»)
- Продиджи из Мобб Дип — приглашённый гость («Queens Day»)
- Фред Дёрст — приглашённый гость («Them Girls»), сведение («Them Girls»)
- Тим Ниц — сведение («Them Girls»)
- Диджей Литал — продюсер («Them Girls»)
- Кид Рок — приглашённый гость («The School Of Old»), продюсер («The School Of Old»)
- Эверласт — приглашённый гость («Take The Money And Run»)
- Эрик Амбел — гитара («Take The Money And Run»)
- Данте Росс — продюсер («Take The Money And Run»)
- Джон Гэмбл — продюсер («Take The Money And Run»)
- Тони Фредианелли — гитара, басс («Rock Show»)
- Брейн — ударные («Rock Show»)
- Джон Кармер — продюсер, инженер звукозаписи, сведение («Rock Show»)
- Стефан Дженкинс из группы Third Eye Blind — приглашённый гость, продюсер, инженер звукозаписи, сведение («Rock Show»)
- Диджей Флэр — скрэтчи («Rock Show»)
- Диджей Хомисайд — сопродюсер («Here We Go 2001»)
- Шуга Рей — приглашённый гость («Here We Go 2001»)
- Шарлин Крокетт — бэк-вокал («Ahhh»)
- Крис Дэвис — приглашённый гость («Ahhh»)
- Чарльз Кинг — хор («Let’s Stay Together (Together Forever)»)
- Дэниел Мур — хор («Let’s Stay Together (Together Forever)»)
- Ёрфа Джеймс — хор («Let’s Stay Together (Together Forever)»)
- Джозетт Лампкин — хор («Let’s Stay Together (Together Forever)»)
- Наталья Вудсон — хор («Let’s Stay Together (Together Forever)»)
- Шарон Уолтерс — хор («Let’s Stay Together (Together Forever)»)
- Веролин Кеннебрю — хор («Let’s Stay Together (Together Forever)»)
- Уильям Суонн — хор («Let’s Stay Together (Together Forever)»)
- Брайан Фрай — инженер звукозаписи («Let’s Stay Together (Together Forever)»)
- Джаггед Эдж — приглашённый гость («Let’s Stay Together (Together Forever)»)
- Донни Матис — гитара («Let’s Stay Together (Together Forever)»)
- Ричард Джонсон — клавишные («Let’s Stay Together (Together Forever)»)
- Бо Скаггз Нитти — бэк-вокал («Ay Papi»)
- Кармин Уилсон — бэк-вокал («Ay Papi»)
- Фэт Джо — приглашённый гость («Ay Papi»)
- Метод Мэн — приглашённый гость («Simmons Incorporated»)
- Биг Дэш — дополнительный рэп («Simmons Incorporated»)
- Дональд МакФарланд — дополнительный рэп («Simmons Incorporated»)
- Джамел Симмонс — дополнительный рэп («Simmons Incorporated»)
- Кенни Кэш — дополнительный рэп («Simmons Incorporated»)
- Майк Рэнсом — дополнительный рэп («Simmons Incorporated»)
- Аэросмит — приглашённый гость («Walk This Way»)
- Джейсон Невинс — ремикс («Walk This Way»)
- Крис Герингер — мастеринг
- Тед Дженсен — мастеринг
- Том Койн — мастеринг
- Тони Доуси — мастеринг
- Кристофер Стерн — арт-дирекция, дизайн обложки
- Джонатан Маннион — фотографии на диске

## Чарты

### Еженедельные чарты
| Чарт (2001)                            | Высшая позиция |
| -------------------------------------- | -------------- |
| США (Billboard 200)                    | 37             |
| США (Billboard Top R&B/Hip-Hop Albums) | 22             |
| Australian ARIA Album Chart            | 48             |